# 毛泽东感谢日本争议
中國共產黨中央委員會主席毛澤東曾經在1950—1970年代，多番對訪問中國的日本退役軍政人物、商界人物公開表示感謝，稱日本侵華令國軍被削弱，而中國人團結覺醒反帝國主義，是共產黨在戰後快速奪取政權的關鍵要素。本來這些對話在毛在位期間，以及改革開放後中日蜜月期期間，也未有所爭議，使得記者收錄留存至今，但在2000年代以後中日關係轉惡，毛澤東的此類言論曾于中华人民共和国互联网引起強烈反響，2020年香港文憑試歷史科爭議因牽涉對日本侵華的史觀理解，此類言論在中國大陸和香港互聯網上再度被廣泛討論並引發爭議。

## 相關歷史言論
1956年毛泽东与访华的前日军中将远藤三郎谈话时说道「你们也是我们的先生，我们要感谢你们。真是你们打了这一仗，教育了中国人民，把一盘散沙的中国人民打得团结起来了，所以，我们应该感谢你们。」
1960年毛泽东對日本文学代表团談話時記錄到毛倡議中日合作：「我同很多日本朋友讲过这段事情，其中一部分人说日本侵略中国不好。我说侵略当然不好，但不能单看这坏的一面，另一面日本帮了我们中国的大忙。假如日本不占领大半个中国，中国人民不会觉醒起来。在这一点上，我们要感谢日本皇军。」「现在谁在教育你们日本人民？是美帝国主义做你们的反面教员，同时它也做我们的反面教员。」「⋯⋯我们中日两大民族有合作的可能性，也有此必要，因为都受美帝国主义压迫，有共同立场。」
1961年，毛澤東對日本社會黨顧問黑田壽男說：「⋯⋯過去佔領了大半個中國，因此中國人民接受了教育。如果沒有中國抗日戰爭，中國人民既不能覺悟、也不會團結起來，這樣一來我們現在還在山裡，就不能到北京看京劇了。正是因為日本皇軍佔領了大半個中國，對中國人民來說已沒有其它出路了，所以才覺悟起來開始武裝鬥爭，建立了許多抗日根據地，為以後的解放戰爭創造了勝利的條件。日本壟斷資本和軍閥給我們做了件『好事』，如果需要感謝的話，我倒想感謝日本軍閥。」在談話中，毛澤東還表示了「要區別對待與人民的關係和與政府的關係」「日本的壟斷資本政府和軍國主義分子應該負責任，日本人民不應該負責任」等意思。
1964年7月9日，毛泽东与参加第二次亚洲经济讨论会的亚洲、非洲、大洋洲访华代表谈话，谈及時任日本綿花社長南乡三郎，兼任以前「日中輸出入組合」的第一任理事長，在1958年訪中期間的一次對話：「我们解放後，有一位日本资本家叫南乡三郎，和我谈过一次话，他说：『很对不起你们，日本侵略了你们。』我说：『不，如果没有日本帝国主义发动大规模侵略，霸占了大半个中国，全中国人民就不可能团结起来反对帝国主义，中国共产党也就不可能胜利。』事实上，日本帝国主义当了我们的好教员。第一，它削弱了蒋介石；第二，我们发展了共产党领导的根据地和军队。在抗战前，我们的军队曾达到过三十万，由於我们自己犯了错误，减少到两万多。在八年抗战中间，我们军队发展到了一百二十万人。你看，日本不是帮了我们的大忙？这个忙不是日本共产党帮的，是日本军国主义帮的。因为日本共产党没有侵略我们，而是日本垄断资本和它的军国主义政府侵略我们。」
1964年7月10日，毛泽东接见再度访华的日本社会党人士：佐佐木更三、黑田寿男、細迫兼光等的谈话：

a)毛泽东：“我曾经跟日本朋友谈。他们说，很对不起，日本皇军侵略了中国。我说：不！没有你们皇军侵略大半个中国，中国人民就不能团结起来对付你们，中国共产党就夺取不了政权。所以，日本皇军对我们是一个很好的教员，也是你们的教员。⋯⋯”
  佐佐木：“今天听到了毛主席非常宽宏大量的讲话。过去，日本军国主义侵略中国，给你们带来了很大的损害，我们大家感到非常抱歉。”
b)毛泽东：“没有什麽抱歉。日本军国主义给中国带来很大的利益，使中国人民夺取了政权，没有你们的皇军，我们不可能夺取政权。这一点，我和你们有不同的意见，我们两个人有矛盾。”（众笑，会场活跃）
  佐佐木：“谢谢。”
c)毛泽东：“⋯⋯蒋介石是第一位教会我打仗的人，就是指这一次。一打就打了十年。我们从没有军队，发展到三十万人的军队，结果我自己犯错，这不能怪蒋介石。把南方根据地统统失掉，只好进行二万五千里长征。在座的，有我，还有廖承志同志。剩下的军队有多少呢？从三十万减至二万五千人。我们为甚麽要感谢日本皇军呢？就是日本皇军来了，我们和日本皇军打，才又和蒋介石合作。二万五千军队，打了八年，我们又发展到一百二十万军队，有一亿人口的根据地。你们说要不要感谢啊？”

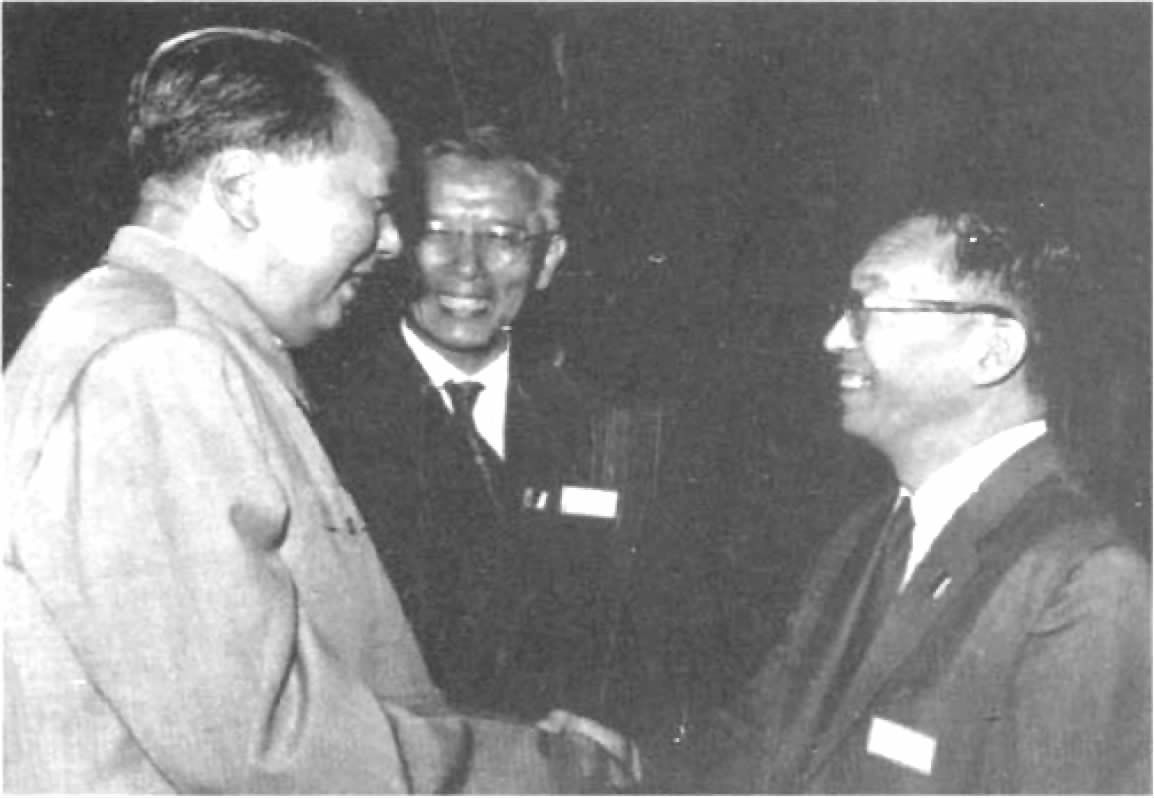
1964年8月23日周培源（中）陪同毛泽东接见日本代表团团长坂田昌一（右）

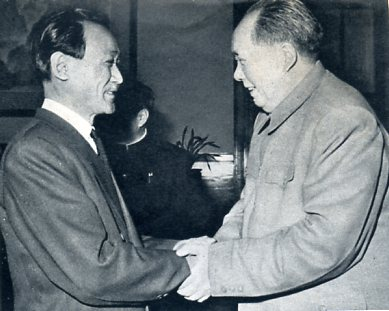
1964年日本共产党干部袴田里见访问中国

1970年12月18日，毛泽东与《西行漫记》作者、抗戰期間駐華美国记者埃德加·斯诺的谈话，也再度提起時任日棉負責人（今屬於雙日公司）南鄉三郎，毛回憶道“⋯⋯那些日本人实在好，中国革命没有日本人帮忙是不行的。这个话我跟一个日本人讲过，此人是个资本家，叫作南乡三郎。他总是说：『对不起，侵略你们了。』我说：不，你们帮了大忙了，日本的军国主义和日本天皇。你们占领大半个中国，中国人民全都起来跟你们作斗争，我们搞了一百万军队，占领了一亿人口的地方，这不都是你们帮的忙吗？”
1972年9月27日，毛泽东会见日本内阁总理大臣田中角荣等来访日本客人时的谈话摘要：毛泽东说：“⋯⋯我们要感谢日本，没有日本侵略中国，我们就不可能取得国共合作，我们就不能得到发展，最後取得政权。⋯⋯我们是有你们的帮助，今天才能在北京见你们。”当田中角荣就“日本侵华给中国人们添了很大麻烦”的说法进行解释的时候，毛泽东说：“那就好了，你们那个增添麻烦的说法就这样解决了？”田中角荣说：“我们打算按照中国的（语言）习惯改（通过姬鹏飞和大平正芳的进一步会谈，在最後的公报中改成‘痛感日本过去由於战争给中国人民造成的严重损害的责任，表示深刻的反省’）。”毛泽东说：“如果没有日本侵华，也就没有共产党的胜利，更不会有今天的会谈。⋯⋯这就是历史的辩证法嘛”。

## 解讀

### 中國大陸
中共中央党校中共党史教研部教授李东朗认为，毛泽东的真实意思是指日本帝国主义的侵略在客观上起了促使中国人民觉醒的反面教员的作用，绝对没有否认日本帝国主义侵略中国的战争性质、肯定日本帝国主义侵略中国的意思，“感谢”一词是一种语言幽默，必须了解毛泽东的语言特点和毛泽东谈话的全部内容，才能了解原话的真实含义。
中国社会科学院荣誉学部委员、近代史研究所研究员张振鹍认为，“感谢”就是感谢，毛泽东所说的“感谢”应是他真情的流露，其含义明确，与通常意义没有区别，也不是幽默，而且毛泽东感谢日军侵华对中共发展起到的正面作用是情理之中的。
中国社会科学院近代史研究所研究员陈铁健认为“感谢”与毛泽东的“中间地带”论和“革命功利主义”有关。

### 香港
香港中文大學博士生梁明德指「毛澤東的感謝論，毛的這種黑色幽默固然不是現代典型外交語言，他所指的是：侵華喚醒了人民團結動員的需要，國民政府的腐敗黑暗在抗戰不力之中得到充分揭露，所以對推翻國民政府、建立人民民主政權有利。四十年代初，中共控制區在百團大戰之後的「三光政策」中，被日軍大規模掃蕩殲滅，損失上百萬甚至幾百萬人口，中共幾乎被摧毀，毛澤東難道不是最清楚日本對自己有利還是有弊？」

### 日本
筑波大学名誉教授远藤誉反对“毛泽东的黑色幽默”一说，认为毛泽东是由衷地感谢日军，因为若无日军削弱国军，中共不会有能力建国；而且毛泽东生平不纪念抗战胜利，不提南京大屠杀，其对日态度令人质疑。

## 引用文獻
1. ↑  王俊彦.  上. 經濟日報出版社. 1998年3月: 第210页. ISBN 9787801274328.
2. ↑  .   [2020-05-19]. （原始内容存档于2016-03-04）.
3. ↑  中华人民共和国外交部, 中共中央文献研究室 (编). . . 北京: 中央文献出版社. 1994年12月: 第436–443頁. ISBN 7507302318.
4. ↑  中共中央文献研究室 (编). . . 北京: 人民出版社. 1999年6月: 200–208  [2013-05-10]. ISBN 7010030294. （原始内容存档于2013-08-31）. 我说侵略当然不好，但不能单看这坏的一面，另一面日本帮了我们中国的大忙。假如日本不占领大半个中国，中国人民不会觉醒起来。在这一点上，我们要感谢日本皇军。
5. ↑  《毛泽东外交文选》，中央文献出版社，1994.12
6. ↑  《日中關係基本資料集》，日本霞山會
7. ↑  . 双日株式会社.   [2025-05-04]. （原始内容存档于2025-02-10） （日语）.
8. ↑  . 人民网. （原始内容存档于2016-03-15）. 出自毛澤東《从历史来看亚非拉人民斗争的前途》（1964-07-09），收入《建国以来重要文献选编第十九册》（1998年）。
9. ↑  
中共中央文献研究室 (编). . . 北京: 人民出版社. 1999年6月: 241–249  [2013-05-10]. ISBN 7010030294. （原始内容存档于2013-07-22）. 日本的南乡三郎见我时，一见面就说：日本侵略了中国，对不住你们。我对他说：我们不这样看，是日本军阀占领了大半个中国，因此教育了中国人民，不然中国人民不会觉悟，不会团结，那末我们到现在也还在山上，不能到北京来看京戏。就是因为日本“皇军”占领了大半个中国，中国人民别无出路，才觉悟起来，才武装起来进行斗争，建立了许多抗日根据地，为解放战争的胜利创造了条件。所以日本军阀、垄断资本干了件好事，如果要感谢的话，我宁愿感谢日本军阀。 本引文又收錄於中华人民共和国外交部, 中共中央文献研究室 (编). . . 北京: 中央文献出版社. 1994年12月: 455–462. ISBN 7507302318.
10. ↑  . 自由亚洲电台. 2025-05-07  [2025-05-09]. （原始内容存档于2025-07-21） （中文）.
11. ↑  《毛泽东思想万岁》原文复刻，1969年（716页版本）p.532 -545
12. ↑  《毛泽东卷》中，第六篇：与着名美国记者，《西行漫记》作者埃德加·斯诺的谈话，该书编者：姜义华，出版者：香港商务印书馆，1994年2月第一次出版内容]
13. ↑  .   [2020-05-19]. （原始内容存档于2020-02-07）.
14. ↑  [《毛泽东私人医生回忆录》书中544页的内容：日本内阁首相田中角荣和外务大臣大平正芳，在九月二十五至三十日访问中国，发表了联合声明，建立大使级外交关系。毛接待田中首相的礼遇，一如接待尼克森。毛并认为，他与田中的交谈，较之尼克森更为融洽。当田中为日本大战期间的侵华罪行道歉时，毛说如果没有日本侵华，也就没有共产党的胜利，更不会有今天的会谈。⋯⋯。]
15. ↑  李东朗. . 抗日战争研究. 2008, (1): 210–217页  [2020-05-19]. （原始内容存档于2021-09-21）.
16. ↑  李东朗. . 北京日报. 2008-12-15  [2013-06-11]. （原始内容存档于2013-06-28）.
17. ↑  张振鹍.  (PDF). 抗日战争研究. 2009, (4): 123–125页  [2020-05-19]. （原始内容存档 (PDF)于2021-07-25）.
18. ↑  吳銘. .   [2015-08-26].[永久]
19. ↑  
陈铁健. . 文汇读书周报. 2011-02-25  [2013-06-11]. （原始内容存档于2013-06-30）.
20. ↑  梁明德. . 灼見名家. 2020-05-17  [2020-06-09]. （原始内容存档于2020-05-19）. 梁明德是香港中文大學日本研究系東亞經濟規劃博士生、香港大學文學院歷史與法語. 原刊於2020-05-14.
21. ↑  远藤誉. . 日本外交政策论坛. 《外交》第二十六期.   [2022-12-29]. （原始内容存档于2023-05-19）.